# 嗢末
嗢末，又作温末、浑末，是唐朝后期至北宋前期河西走廊的一个部族政权。嗢末原本分散在甘州、肃州、瓜州、沙州、河州、渭州、岷州、廓州、叠州、宕州等地，后来进入凉州一带。
嗢末的起源可以追溯到吐蕃的扩张时期，当时，“嗢末”只是吐蕃对被征服而未拆散的各部族的称呼。随着吐蕃势力衰弱，在论恐热作乱后，嗢末逐渐脱离吐蕃的统治；此时，嗢末是一个以吐蕃化汉人为主体，包含吐谷浑、回鹘、党项、象雄、苏毗、西域诸羌等族群的部落集团。唐咸通三年（862年），嗢末曾派遣使者前往唐朝进贡。咸通十年（869年），由于疲于长期征战，嗢末发动起义，一部南归吐蕃，另一部则留在今甘肃、青海地区。
大约在咸通十一年至十二年（870年—871年），嗢末从唐朝手中夺取凉州。大约在咸通十二年至乾符六年（871年—879年），归义军从嗢末手中夺取凉州。中和四年（884年），嗢末再次获得凉州的控制权，此后，嗢末逐步与归义军建立联系，并巩固在凉州的统治。敦煌文书中有诸多记载，显示嗢末在凉州地区的活动。
五代十国时期至北宋初年，嗢末与凉州的六谷部联合，继续控制凉州及其周边地区。西夏兴起后，对嗢末构成重大威胁，嗢末逐渐衰亡。